# دفنة ميابينية
دفنة ميابينية (الاسم العلمي:Daphne miyabeana) هي نوع من النباتات تتبع جنس الدفنة من الفصيلة المثنانية.